# Stolpnica v Pécsu
Stolpnica v Pécsu (madžarsko pécsi magasház) je bila 25-nadstropna stanovanjska zgradba v Pécsu na Madžarskem. Stolpnica, zgrajena med letoma 1974 in 1976, je bila visoka 84 metrov, vsebovala je skupno 248 enosobnih in enoinpolsobnih stanovanj od četrtega nadstropja naprej, medtem ko so se v nižjih nadstropjih nahajali tudi poslovni prostori.
Zaradi pomanjkljivosti pri gradnji so konstrukcijski elementi čez nekaj let začeli propadati in stavba je postala nevarna za bivanje, zaradi česar so njene prebivalce leta 1989 izselili. Tekom let so vzniknili številni načrti za obnovo stavbe, ki pa niso bili nikoli izvedeni. Po več propadlih načrtih za obnovo je bila stolpnica porušena leta 2016.

## Zgodovina
Železobetonska stolpnica je bila zgrajena z uporabo jugoslovanske tehnologije IMS, ki se je v 70. letih razširila tudi na Madžarsko. Gradnja se je začela leta 1974 in leta 1976 so se vanjo vselili prvi prebivalci.
Tehnologija IMS je temeljila na spenjanju vnaprej izdelanih betonskih plošč in stolpcev z jeklenimi kabli. Vrzeli med elementi so bile zapolnjene s tesnilnim sredstvom, imenovanim "PU-pasta"; ta je vsebovala prost kloridni ion, ki je povzročal korozijo. V drugih zgradbah, grajenih s tehnologijo IMS, so pojav korozije preprečili z dodatkom majhne količine inhibitorja iona ter z zaščitno plastično plastjo; pri gradnji stolpnice v Pécsu so bili ti ukrepi izpuščeni, zaradi česar je korozija skozi čas načela jeklenice. Prvi znaki korozije so bili odkriti že med pregledom stavbe leta 1983; pri vnovičnem pregledu pet let kasneje so bile nosilne žice poškodovane že do tolikšne mere, da je bila stolpnica proglašena kot nevarna za bivanje, in decembra 1989 so se prebivalci morali izseliti.
Leta 2003 je mestna oblast naročila ojačitev strukture, vredno 360 milijonov forintov. V letih samevanja je stolpnica zamenjala več lastnikov, medtem pa se je uvrstila tudi v Guinnessovo knjigo rekordov kot najvišja nenaseljena zgradba v Srednji Evropi. 
Rušenje stolpnice se je začelo marca 2016 in je bilo zaključeno oktobra istega leta. Stroški rušenja, ki jih je krila madžarska vlada, so znašali slabo milijardo forintov.

## Galerija
- Gradnja (1975)
- Pročelje stolpnice (2007)
- Začetek rušenja (marec 2016)